# Naté
Naté
(z franc.: natté = cop, rohožka) ja obchodní označení pro porézní textilii tkanou v panamové vazbě na způsob nepravé perlinky. Tkanina má lehce zrnitý povrch, používá se na šaty, košile a halenky.
Naté se vyrábí z různých přírodních i umělých materiálů, pro bavlněné naté se často používá označení panama. Obzvlášť zřetelné je naté z jemné, ostřeji zakroucené příze z česané vlny.
Běžně se tká ze skané příze v jemnostech 17 - 21 tex v dostavě 28 x 24 nití na cm
Podle jiných definicí se jedná o hedvábnickou tkaninu z filamentových přízí v osnově a z bavlněných přízí v útku nebo také o těžší vlnařskou tkaninu, ve které se střídají jemnější a hrubší niti 